# Team Trees
Team Trees, também conhecido como #TeamTrees ou TeamTrees, é um desafio colaborativo de angariação de fundos iniciado em 2019 com o objetivo de plantar 20 milhões de árvores até 2020. A iniciativa foi iniciada pelos americanos YouTubers MrBeast e Mark Rober e é apoiada principalmente por outros YouTubers. Todas as doações irão para a Arbor Day Foundation, uma organização de plantio de árvores que promete plantar uma árvore para cada dólar doado. As árvores estão planejadas para serem plantadas a partir de janeiro de 2020 e terminando "o mais tardar em dezembro de 2022". Estima-se que 20 milhões de árvores ocupariam 180 km2 de terra.

## Contexto
Nos últimos 50 anos, a Arbor Day Foundation ajudou a plantar mais de 350 milhões de árvores em todo o mundo.
A iniciativa começou no YouTube, Reddit e Twitter em maio de 2019, quando os fãs de MrBeast (conhecido como Jimmy Donaldson na vida real) sugeriram que ele plantasse 20 milhões de árvores para comemorar o alcance de 20 milhões de inscritos no YouTube. O ex-engenheiro da NASA e YouTuber, Mark Rober, fez parceria diretamente com Donaldson para co-lançar o evento. Donaldson enviou um vídeo para o YouTube explicando seus planos, que conquistaram o primeiro lugar na página de tendências do YouTube, e vários YouTubers se juntaram ao movimento.
Toda doação vai para a Arbor Day Foundation, que promete plantar uma árvore para cada dólar doado. YouTubers notáveis como Rhett & Link, Marshmello, iJustine, Marques Brownlee, The Slow Mo Guys, Ninja, TedEd, Simone Giertz, Jacksepticeye, Smarter Every Day, PewDiePie, The Try Guys, Alan Becker e Jeffree Star ajudaram a promover a campanha. Empresários como Elon Musk, Tobias Lütke, Susan Wojcicki e Jack Dorsey doaram quantias significativas à campanha. As árvores serão plantadas "em uma variedade de florestas em terras públicas e privadas em áreas de grande necessidade" a partir de janeiro de 2020. O objetivo é plantá-las "o mais tardar em dezembro de 2022".

## História
Até 30 de outubro de 2019, o empresário Elon Musk, o YouTuber Jeffree Star, o CEO do Twitter Jack Dorsey e o DJ e produtor musical Alan Walker doaram montantes de US$ 1 milhão, US$ 50.000, US$ 150.000 e US$ 100.000, respectivamente.

### Principais doadores
- O CEO da Shopify, Tobias Lütke, doou 1.000.001 árvores para derrotar Elon Musk, que doou um milhão, como uma rivalidade explícita.[11]
- O CEO da Tesla e da SpaceX, Elon Musk, doou 1.000.000 de árvores. Um usuário assíduo do Twitter, ele mudou sua foto de perfil para uma foto de uma árvore e seu nome de usuário de Elon Musk para Treelon (uma palavra-valise de Tree e Elon).
- ELF Development doou 250.000 árvores.
- Susan Wojcicki, CEO do YouTube, doou 200.000 árvores.[12]
- O CEO do Twitter, Jack Dorsey, doou 150.000 árvores em 29 de outubro. Doou outras 200.000 árvores dois dias depois.[13]
- A empresa americana de telecomunicações Verizon doou 100.000 árvores por meio de sua Green Team.[14]
- MrBeast, o YouTuber que iniciou o movimento, doou 100.000 árvores e desafiou qualquer um a doar mais. Mais tarde, ele doou mais 100.002 árvores.
- Alan Walker respondeu ao desafio doando 100.001 árvores.[15]
- O CTO do Shopify, Jean-Michel Lemieux, doou 100.100 árvores.[16]
- O YouTuber PewDiePie doou 69.420 árvores.[17]
- 50.000 árvores foram doadas em nome do governo da Ucrânia.[18]